# マーク・ロマネク
マーク・ロマネク（Mark Romanek, 1959年9月18日 - ）は、アメリカ合衆国のプロモーション・ビデオ及び映画の監督。アメリカ合衆国イリノイ州シカゴ出身。妻は歌手のブリジット･マクウィリアムズ。

## フィルモグラフィ

### ミュージック・ビデオ
- レニー・クラヴィッツ
  - 自由への疾走 Are You Gonna Go My Way （1993年）
  - 愛ある日々を Is There Any Love in Your Heart （1993年）
  - イフ・ユー・キャント・セイ・ノー If You Can't Say No （1998年）
- マイケル・ジャクソン＆ジャネット・ジャクソン
  - スクリーム Scream （1995年）
- ジャネット・ジャクソン
  - ゴット・ティル・イッツ・ゴーン Got 'Til It's Gone （1997年）
- マドンナ
  - レイン Rain （1993年）
  - ベッドタイム・ストーリー Bedtime Story （1995年）
- デヴィッド・ボウイ
  - ジャンプ・ゼイ・セイ Jump They Say （1993年）
  - ブラック・タイ・ホワイト・ノイズ Black Tie White Noise （1993年）
- リンキン・パーク
  - フェイント Faint （2003年）
- コールドプレイ
  - スピード・オブ・サウンド Speed of Sound （2005年）
- ソニック・ユース
  - リトル・トラブル・ガール Little Trouble Girl （1996年）
- レッド・ホット・チリ・ペッパーズ
  - キャント・ストップ Can't Stop （2003年）
- オーディオスレイヴ
  - コーチス Cochise （2002年）
- ジョニー・キャッシュ
  - ハート  Hurt （2003年）
- ナイン・インチ・ネイルズ
  - ザ・パーフェクト・ドラッグ The Perfect Drug （1997年）
- ウィーザー
  - エル・スコルチョ El Scorcho （1996年）
- テイラー・スウィフト
  - シェイク・イット・オフ〜気にしてなんかいられないっ!! Shake It Off （2014年）

### 映画
- 天国からの中継 Static （1985年） 監督・脚本
- ストーカー One Hour Photo （2002年） 監督・脚本
- 綴り字のシーズン Bee Season （2005年） 製作総指揮
- わたしを離さないで Never Let Me Go （2010年） 監督

### テレビCM
- アメリカン・エキスプレス
- カルバン・クライン
- グレイグース
- iPhone
- iPod
- ニコン
- ナイキ
- ハイネケン
- ESPN
- バドワイザー
- iTunesxコールドプレイのアルバム "美しき生命"
- シルク・ドゥ・ソレイユ
- 本田技研工業
- コール オブ デューティシリーズ
- サムスン電子
- 現代自動車
- 起亜自動車
- アキュラ
- キャデラック
- サターン
- ユナイテッド・パーセル・サービス
- ミラー